# کورت رحمی

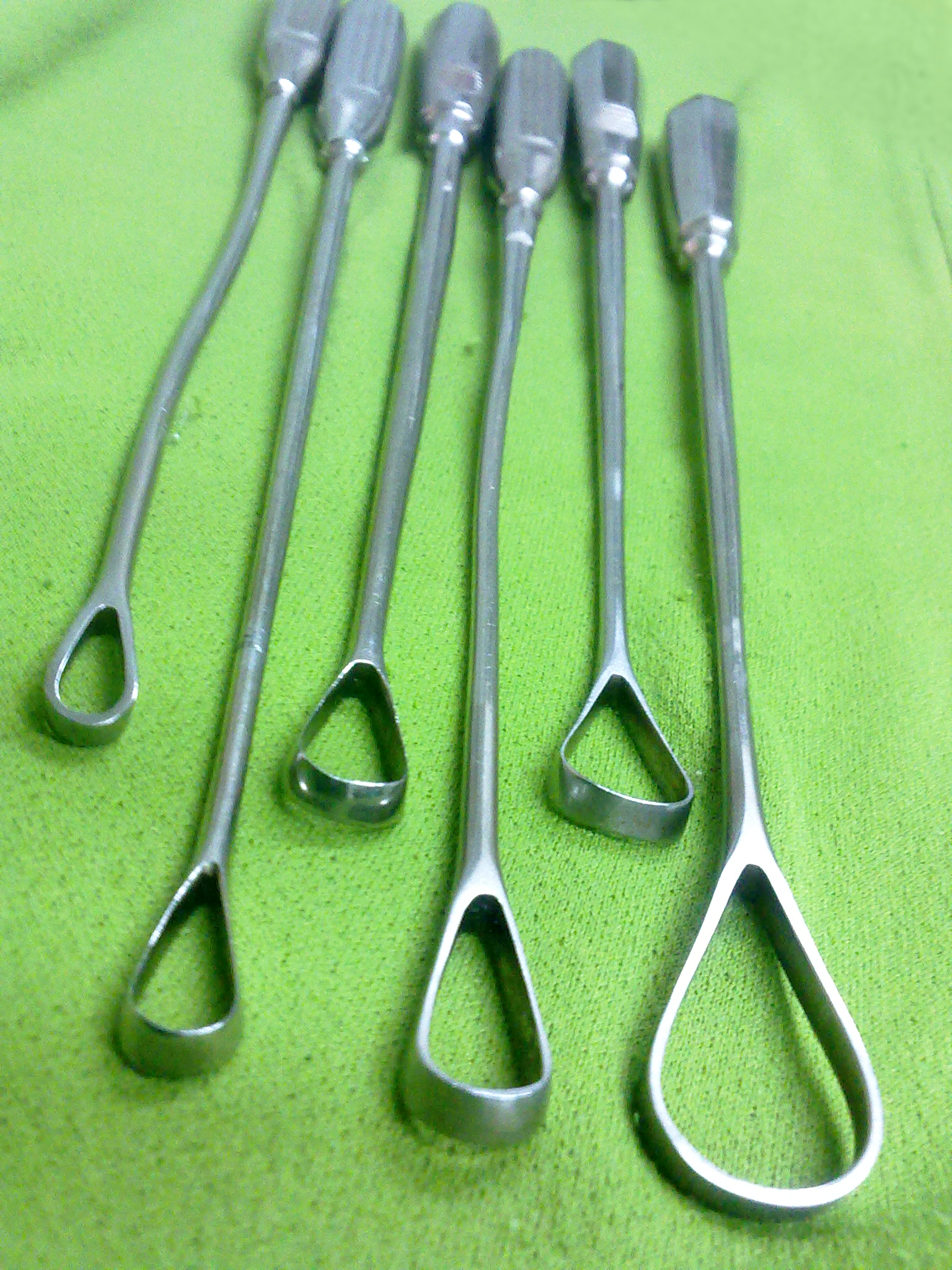
کورت رحمی

کورت رحمی(به انگلیسی: Uterine Curette) ابزاری جهت تراشیدن آندومتر و محتویات رحمی است.این ابزار جهت تراشیدن رحم (کورتاژ) و نمونه برداری از بافت پوشاننده رحم، جهت ارسال به آزمایشگاه مورد استفاده قرار می‌گیرد.

## انواع
- هنی

برای تراشیدن لایه اندومتریال رحم به منظور تهیه بیوپسی مورد استفاده قرار می‌گیرد.

دارای لبه دندانه دار و با حلقه باز بوده و پهنای ٥ میلی‌متر و در ست دیلاتاسیون و کورتاژ( D & C ) استفاده می‌شود.
- هانتر

برای تراشیدن حفره رحم به کار می‌رود به‌طور معمول برای تخلیه رحم پس از ختم حاملگی

دارای بدنه طویل و یک حلقه که عرض آن ٣ سانتی متر است و در ست دیلاتاسیون و کورتاژ( D & C )و لاپاراسکوپی به کار می رود.
- گرین

 به منظور تراشیدن لایه اندومتریال و اندوسرویکال 

دارای قابلیت انعطاف پذیری  و انتهای برنده حلقوی شکل و دارای تیغه کند یا تیز می‌باشد  نام‌های دیگر آن Sims, Thomas  و Recamier می‌باشد . در ست دیلاتاسیون و کورتاژ( D & C ) و لاپاراسکوپی به کار می رود.
- کورت بیوپسی داخل سرویکس کورکیان – یانگ

دارای حلقه ٢ میلی‌متر می‌باشد.

## نگارخانه

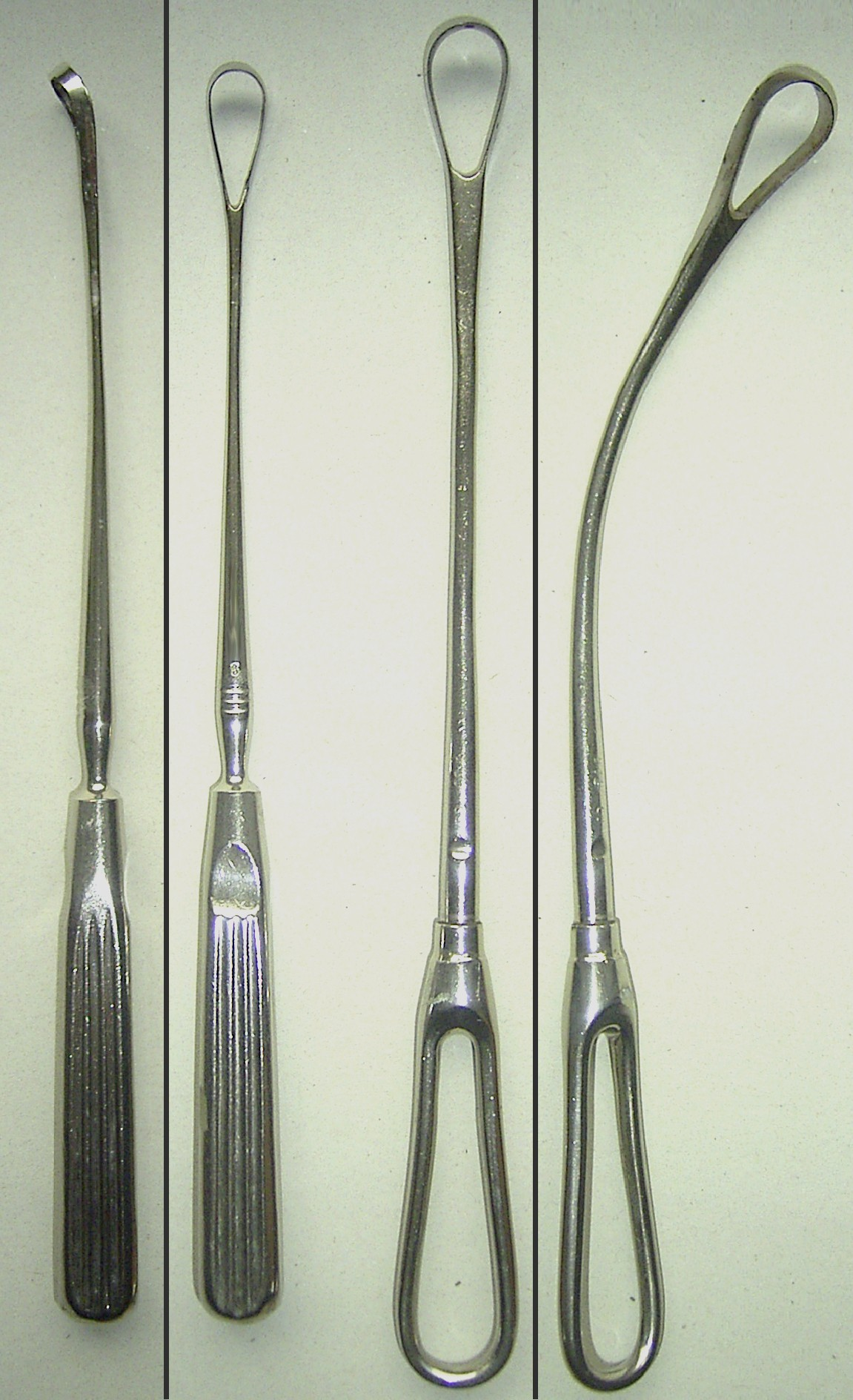
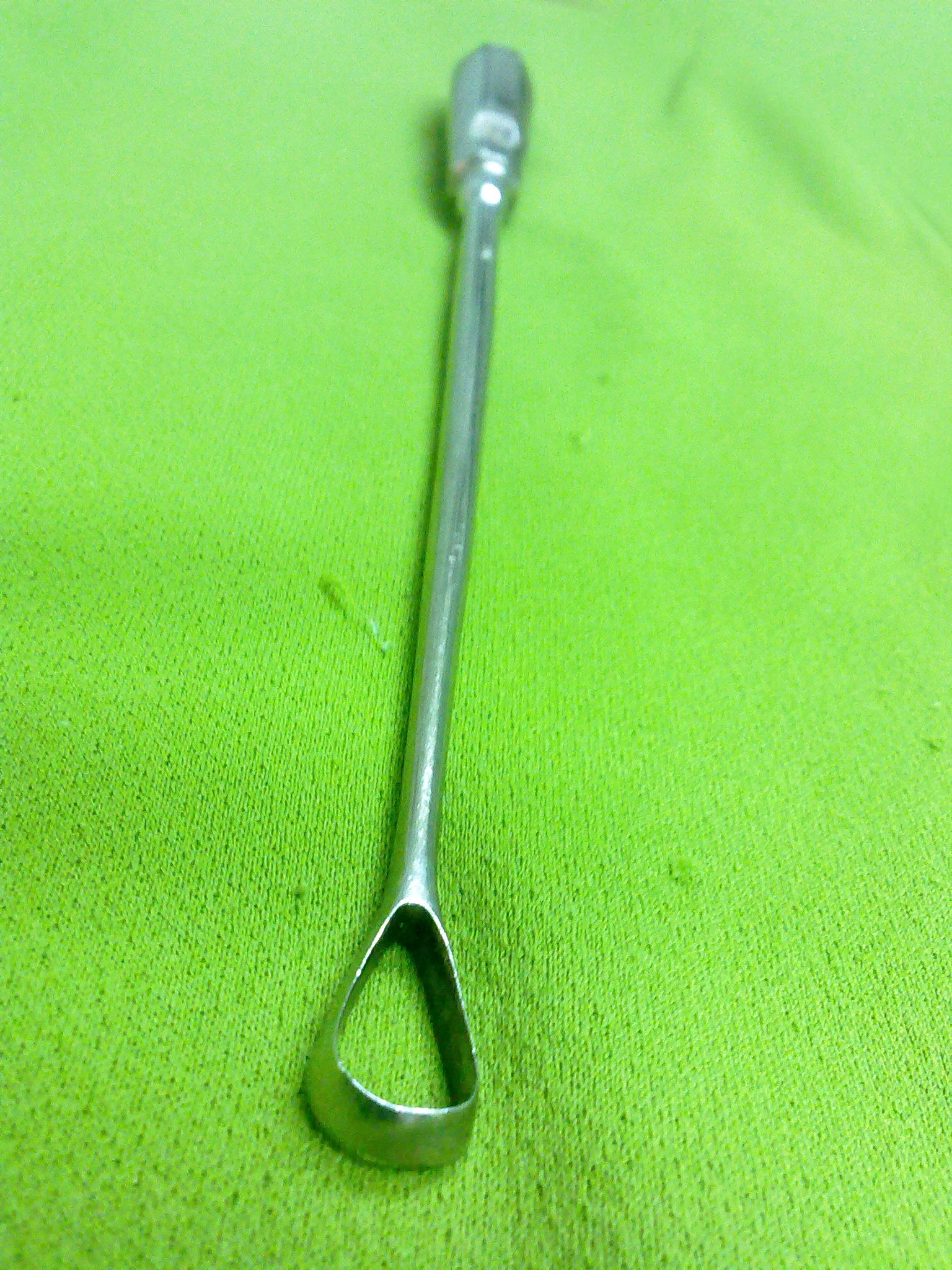